# British Airways World Cargo

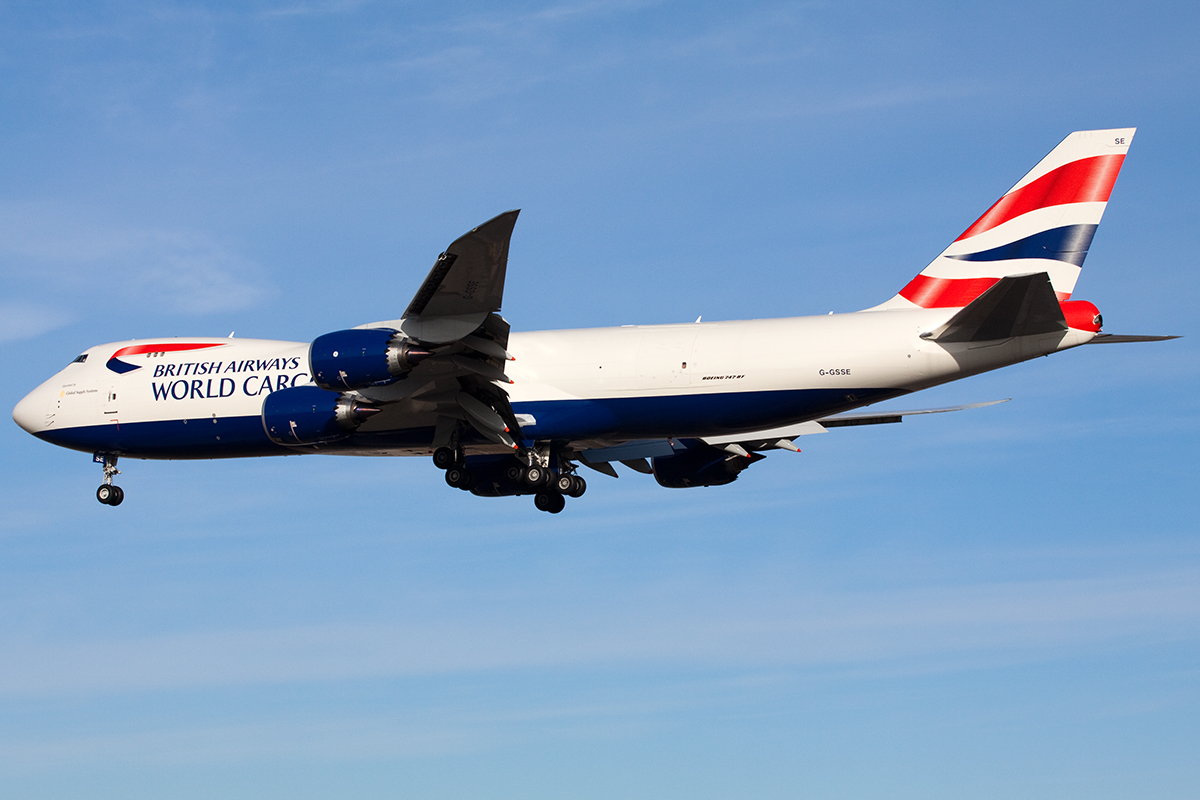
Boeing 747-8F

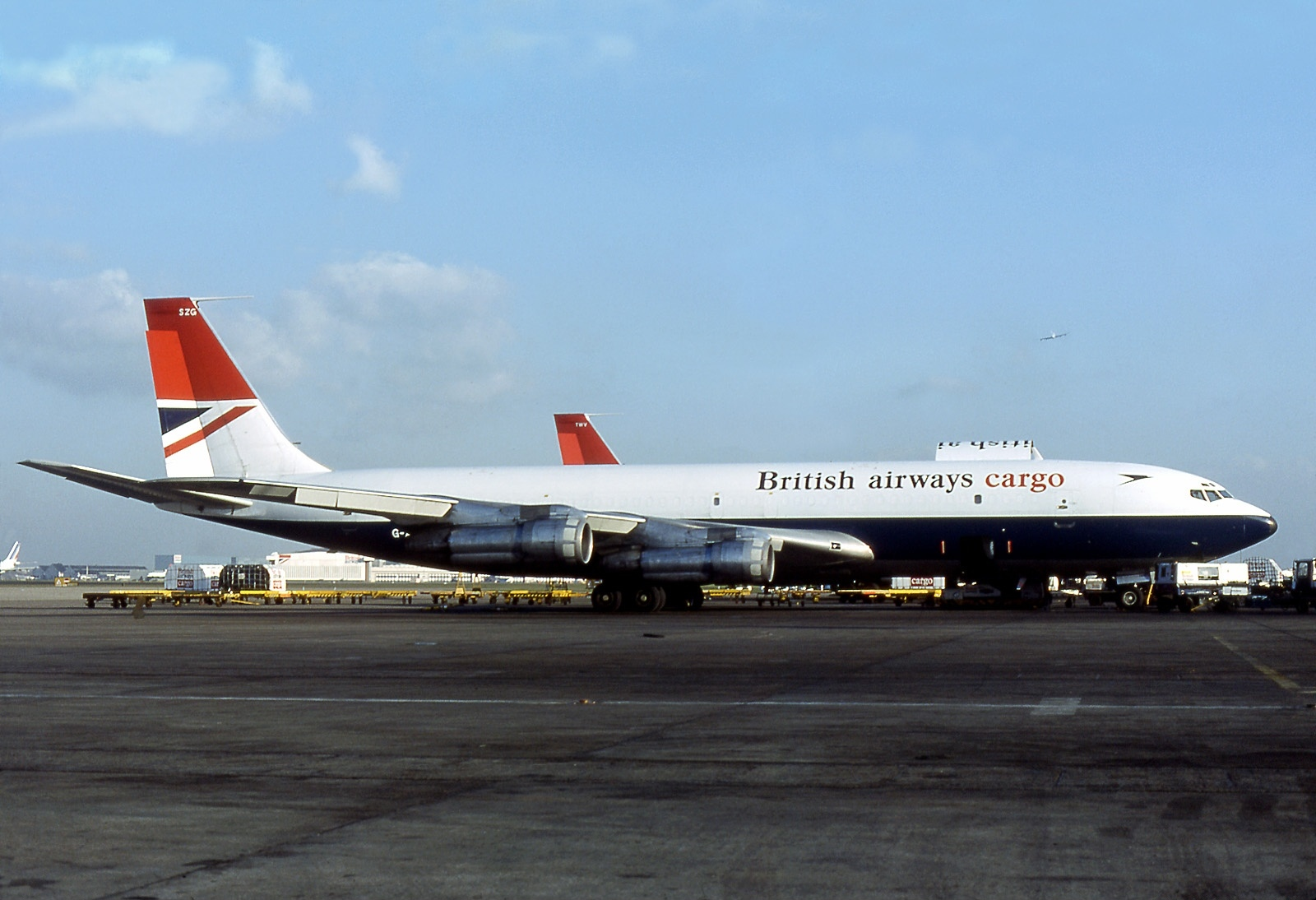
Boeing 707-336C

British Airways World Cargo, ehemals British Airways Cargo, war eine Division von IAG Cargo und betrieb Luftfrachtdienste unter der Marke British Airways. Nach geflogenen Gesamtfrachtkilometern war sie die zwölftgrößte Frachtfluggesellschaft der Welt. Die Frachtdienste wurden mit der Hauptflotte der British Airways sowie mit speziellen Frachtflugzeugen erbracht, die im Rahmen eines Wet-Lease-Vertrags mit Global Supply Systems betrieben wurden.

## Geschichte
British Airways eröffnete Ende der 1990er-Jahre erstmals ein World Cargo Center in Heathrow; es war ein automatisiertes Frachtabfertigungszentrum, das in der Lage war, ungewöhnliche und hochwertige Frachten und frische Produkte abzufertigen, von denen es über 80.000 Tonnen pro Jahr umgeschlagen hat. BA World Cargo beförderte auch Frachten auf den Londoner Flughäfen Gatwick und Stansted sowie über seinen Partner British Airways Regional Cargo auf allen wichtigen Regionalflughäfen in Großbritannien.
Die Gesellschaft beendete den Betrieb am 30. April 2014, wurde vollständig auf die IAG Cargo verschmolzen, jedoch ohne weiterhin eigene Frachtflüge durchzuführen. BA World Cargo betrieb auch ein automatisiertes Frachtzentrum am Londoner Flughafen Heathrow und hatte eine Basis für Langstrecken-Frachterdienste am Londoner Flughafen Stansted.
Nach dem Ende von British Airways World Cargo nahm 2015 eine neue Frachtfluggesellschaft, CargoLogicAir, ihren Betrieb auf und erhielt einige Mitarbeiter von Global Supply Systems.

## Flugziele
BA World Cargo betrieb von London-Stansted aus spezielle Frachtflugzeuge nach Afrika, in den Nahen Osten, den Indischen Subkontinent, nach Ostasien, Nordamerika und Europa.

## Flotte
Die BA World Cargo Flotte bestand per April 2014 aus drei Boeing 747-8F, die von Global Supply Systems im Wet-Lease betrieben wurden.
BA World Cargo nutzte auch den Raum auf speziellen Frachtschiffen anderer Frachtführer.
Zuvor wurden auch Boeing 707-320C, Boeing 747-200F, Boeing 747-400F und Vickers 953c Merchantman betrieben.